# Пірати Сомалі (фільм)
Пірати Сомалі (інша назва У вогонь) — американський драматичний фільм 2017 року, сценаристом та режисером якого став Браян Барклі. У головних ролях Еван Пітерс, Аль Пачіно, Мелані Гріффіт та Бархад Абді. Фільм оповідає справжню історію про Джея Багадура, який відвідує Сомалі, аби написати книжку про сомалійських піратів, і яка згодом стає бестселером. Прем'єра фільму відбулася на фестивалі Трайбека 27 квітня 2017 року. Фільм видано 8 грудня 2017 року фірмою Echo Bridge.

## Сюжет
Після випуску з навчального закладу, журналіст Джей Багадур Bahadur намагається закріпитися у професії. Усе ще мешкаючи з батьками, він працює на незадовільній для нього роботі опитувальником розташування товарів у супермаркетах. Зустрівши свого ідола, журналіста Сеймура Толбіна, який допомагає йому збагнути, що його журналістська мрія лежить не на зручних шляхах через університетську освіту, але на журналістських розслідуваннях залаштунків сомалійського піратства.
Багадур отримує підтримку від сомалійського президента і відлітає до країни, розірваної громадянською війною. За допомогою Абді, його перекладача, Багадурові вдається встановити контакти місцевих сомалійських піратів та взяти у них інтерв'ю. Згодом його зацікавленість у вивченні сомалійських піратів лише збільшується. Аби здійснити свою мрію, Джей продовжує своє розслідування, поринаючи у все більшу й більшу небезпеку, яка забирає його до себе у вир подій.

## Критика
Rotten Tomatoes оцінив фільм у 67 %, які засновані на 21 відгуках, а середня оцінка фільму 6,2 з 10 пунктів. На вебсайтові Metacritic фільм одержав 54 балів зі 100, оцінка заснована на 20 відгуках, які надали фільмові здебільшого середню оцінку.

## У ролях
- Еван Пітерс у ролі Джея Багадура[5]
- Аль Пачіно у ролі Сеймура Толбіна[6]
- Мелані Гріффіт у ролі Марії Багадур[6]
- Бархад Абді у ролі Абді[6]
- Ейдан Вайток у ролі агента Байса
- Кіана Мадані у ролі Трейсі Ціконні
- Філліп Еттинґер у ролі Алекса
- Даррон Меєр Мітча Келпа
- Расселл Поснер у ролі Джареда Багадура
- Армаан Гаґґіо у ролі Мохамеду Фароле молодшого
- Джоджо Гонсалес у ролі Джоджо
- Марія Вос у ролі Авріл Бенуа
- Сабріна Хассан у ролі Марян
- Мохамед Барре у ролі Боя
- Абді Сидов Фарах у ролі полковника Омару

## Виробництво
20 жовтня 2015 року, стало відомо, що Браян Баклі стане режисером фільму, а Еван Петер приєднається до знімальної групи. 11 лютого 2016 року, Аль Пачіно, Мелані Гріффіт і Бархад Абді приєдналися до знімальної групи. Знімання фільму почалося у лютому 2016 року, а закінчилося 24 квітня 2016.

## Випуск
Світова прем'єра фільму відбулася на фестивалі Трайбека 27 квітня 2017 року. Трохи згодом, Echo Bridge отримали права на розповсюдження фільму у Сполучених Штатах, видавши фільм 8 грудня 2017 року.

## Відсилання
1. ↑  ČSFD — 2001.
2. ↑  Debruge, Peter (27 квітня 2017). Tribeca Film Review: ‘The Pirates of Somalia’. Variety.com. Процитовано 24 жовтня 2017.
3. ↑  The Pirates of Somalia (2017). Rotten Tomatoes. Abgerufen am 8. Juni 2018
4. ↑  The Pirates of Somalia. Metacritic. Abgerufen am 8. Juni 2018
5. 1 2  Busch, Anita (20 жовтня 2015). Bryan Buckley Directing ‘Where The White Man Runs Away’; Evan Peters To Star. Deadline Hollywood. Процитовано 21 лютого 2017.
6. 1 2 3 4 5  Al Pacino Joins Cast of Somali Drama 'Where the White Man Runs Away' (Exclusive). Hollywood Reporter. 11 лютого 2016. Процитовано 21 лютого 2017.
7. ↑  On the Set for 4/29/16: Nicholas Hoult Starts ‘Rebel in the Rye’, Elizabeth Olsen & Jeremy Renner Wrap ‘Wind River’. SSN Insider. 29 квітня 2016. Архів оригіналу за 22 лютого 2017. Процитовано 21 лютого 2017.
8. ↑  Dabka. Tribeca Film Festival. Архів оригіналу за 24 жовтня 2017. Процитовано 23 жовтня 2017.
9. ↑  Haring, Bruce (23 жовтня 2017). Echo Bridge Scores Timely Evan Peters Movie ‘The Pirates Of Somalia’ For December Bow. Deadline Hollywood. Процитовано 23 жовтня 2017.

## Зовнішні ланки
- The Pirates of Somalia на сайті IMDb (англ.)
- Dabka на сайті Rotten Tomatoes (англ.)